# Denisowa Jaskinia
Denisowa Jaskinia (ros. Денисова пещера, w języku lokalnej ludności również Aju-Tasz, czyli „Niedźwiedzia Skała”) – jaskinia krasowa w Ałtaju na Syberii, położona ok. pięciu kilometrów na północ od miejscowości Czarny Anuj (Чёрный Ануй).
Jaskinia uformowana w sylurskim piaskowcu znajduje się ok. 28 metrów powyżej prawego brzegu rzeki Anuj. Ze speleologicznego punktu widzenia nie jest zbyt interesująca. Całkowita powierzchnia jaskini, złożonej z centralnej pieczary o wymiarach ok. 9×11 metrów z kilkoma krótkimi galeriami, wynosi ok. 270 m². Według miejscowych legend jaskinię miał zamieszkiwać w XVIII wieku pustelnik Dionizy (inaczej Denis), od którego imienia wzięła się jej nazwa.
Archeologowie dotarli do niej w latach 70. XX wieku i odkryli w niej kilka interesujących szczątków. W trakcie poszukiwań wyróżniono kilkadziesiąt poziomów badawczych, w których odkryto szczątki ludzkie i artefakty. Na ich podstawie paleoantropologowie metodami datowania termoluminescencyjnego i radiowęglowego ustalili, że była ona zamieszkana już przed około 125 tysiącami lat (wyróżnia się trzynaście okresów od 125 do 30 tys. lat p.n.e.). Przed około 40 tysiącami lat przebywali w niej ludzie nieznanego wcześniej gatunku pokrewnego neandertalczykowi.